# أحمد باشا النحاس
أحمد باشا النحاس ‏ (وُلدَ في قيصرية - تُوفي في 1635 في إسطنبول) سياسي عثماني شغل منصب والي مصر منذ 1633 حتى 1635.